# 阿特 (印第安納州)
阿特（英語：Art）是位於美國印第安納州克萊縣的一個非建制地區。該地的面積和人口皆未知。

## 地理
阿特的座標為39°24′10″N 87°09′19″W / 39.40278°N 87.15528°W，而該地的平均海拔高度為185米（即607英尺）。